# Cranichidinae
Cranichidinae zijn een kleine subtribus van de Cranichideae, een tribus van de orchideeënfamilie (Orchidaceae)
De subtribus omvat negen geslachten en ongeveer 150 soorten.
Cranichidinae zijn terrestrische of lithofytische orchideeën met een vlezige wortelstok. De bladeren staan in een bladrozet. De bloeiwijze is een eindstandige of meer algemeen een okselstandige aar. De bloemen zijn klein tot middelgroot, niet-geresupineerd, dikwijls behaard, de kroonbladen veel smaller dan de kelkbladen. De bloemlip is dikwijls zakvormig en heeft soms een spoor. Het gynostemium is kort tot lang, met één rechtopstaande meeldraad, een eindstandig viscidium en twee of vier pollinia.
Cranichidinae is een geslacht uit de neotropen (Midden- en Zuid-Amerika), met uitzondering van enkele soorten die ook in Noord-Amerika te vinden zijn.

## Taxonomie
De subtribus Cranichidinae, zoals gedefinieerd door Robert L. Dressler (1993), is waarschijnlijk een monofyletische groep.
- Geslachten: 
  - Baskervilla 
  - Cranichis Sw.
  - Fuertesiella Schltr.
  - Nothostele Garay
  - Ponthieva R.Br. ex Ait.f.
  - Pseudocentrum Lindl.
  - Pseudocranachis Garay
  - Pterichis Lindl.
  - Solenocentrum Schltr.